# 苏尔赫纳
苏尔赫纳，是西班牙安达卢西亚自治区阿尔梅里亚省的一个市镇。 总面积72km2, 总人口2070人（2001年），人口密度29人/km2。